# Heterophilus scabricollis
Heterophilus scabricollis là một loài bọ cánh cứng trong họ Cerambycidae.